# Hidrospid
Hidrospid (engl. hydrospeed) je ekstremni sport koji se održava na rekama. U Americi se zove Riverboarding.

## Nastanak
Veruje se da je hidrospid nastao krajem sedamdesetih u Francuskoj gde su vodiči na splavovima uzeli džak od jute, napunili ga prslucima za spasavanje i spustili se niz reku. Kasnije su napravili plastičnu školjku odgovarajućih dimenzija da bi poboljšali upravljivost i brzinu pa je samim tim novi vodeni sport nastao. Osamdesetih godina u Kaliforniji je Robert Carlson počeo da radi na svojoj verziji Hidrospid-a a u Novom Zelandu Ged Hay je počeo takođe da praktikuje ovaj sport na reci Kavarau.

## Oprema
Sportisti obično koriste peraja da bi imali bolju kontrolu za kretanje u rečnim strujama , dok daska za hidrospid omogućava plutanje. Ronilačko odelo , čizme  i kaciga se nose kao zaštita od hladnoće i od stena . Pored toga se koriste i rukavice, zaštite za kolena, butine i lakat kao dodatna zaštite na plitkim rekama . Zahvaljujući obuci, poboljšanim daskama i odgovarajućom zaštitnom opremom, hidrospid nastavlja da se usavršava, što ga čini sve prisutnijim i popularnijim u svetu.  

## Reke za hidrospid
Ovaj sport je moguće upražnjavati na istim rekama koje se tipično koriste za rafting:
- Lim
- Ibar
- Nišava
- Tara Republika Srpska, (BiH)
- Drina Republika Srpska, (BiH)
- Neretva(BiH)
- Kupa   (Hrvatska)
- Korana (Hrvatska)
- Cetina (Hrvatska)
- Krka   (Hrvatska)
- Soča   (Slovenija)